# Cordilura fulvifrons
Cordilura fulvifrons är en tvåvingeart som beskrevs av Ozerov 1997. Cordilura fulvifrons ingår i släktet Cordilura och familjen kolvflugor. Inga underarter finns listade i Catalogue of Life.